# Georg von Borries junior

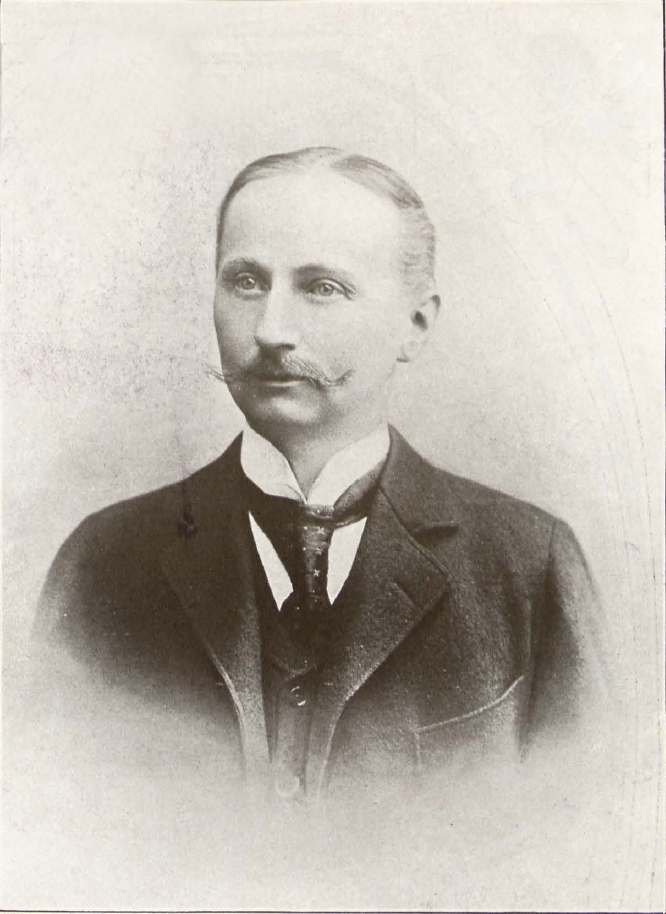
Georg von Borries jun.

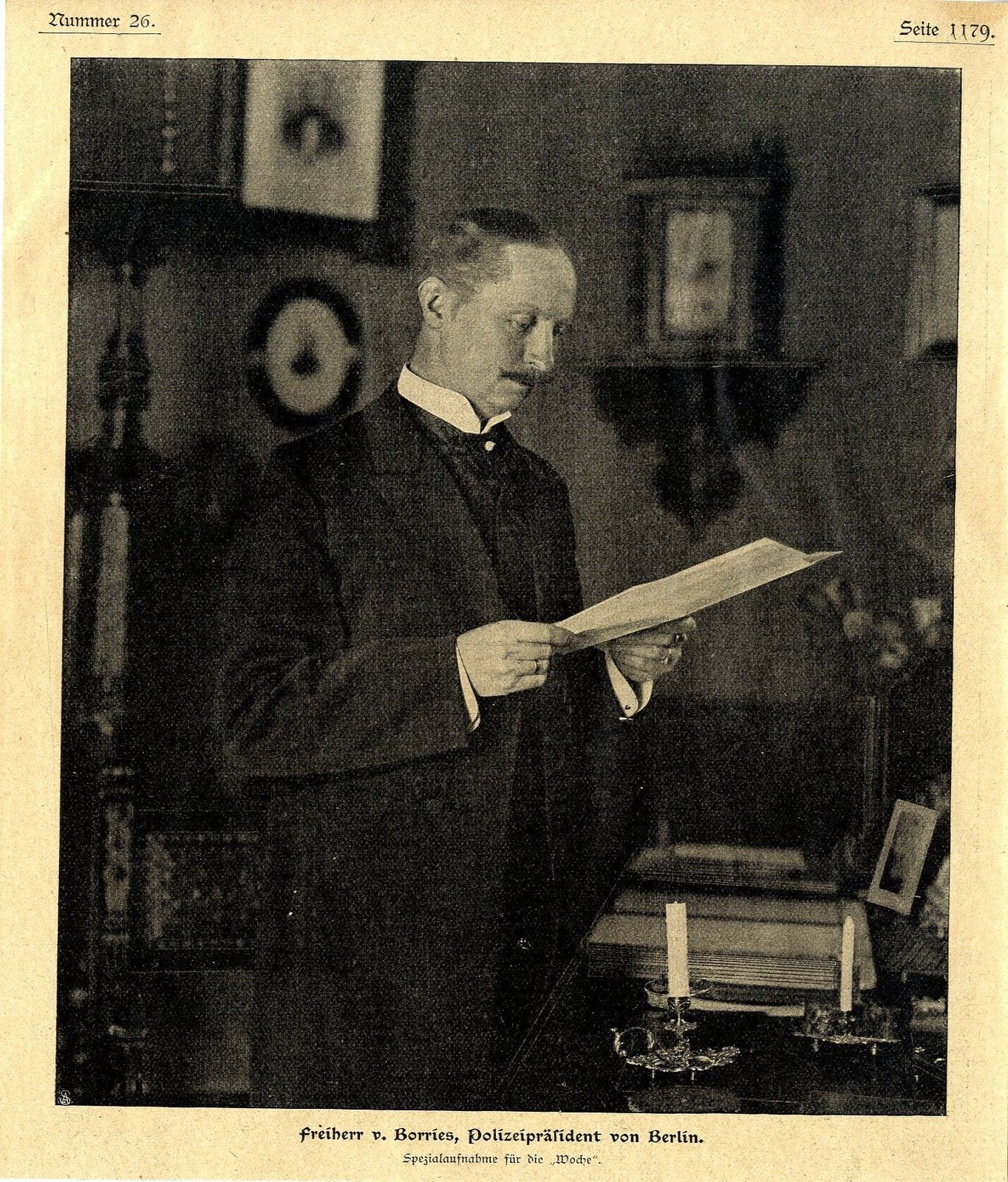
Georg von Borries jun., 1903

Georg Hermann Julius Bodo Friedrich von Borries junior (* 9. März 1857 in Herford; † 19. Dezember 1922 in Bad Oeynhausen) war ein deutscher Jurist, preußischer Regierungspräsident und Rittergutsbesitzer auf Ulenburg.
Von 1908/09 war er Regierungspräsident des preußischen Regierungsbezirks Magdeburg, anschließend bis 1917 der des Regierungsbezirks Minden in der Provinz Westfalen.

## Leben
Borries wurde 1857 als Sohn der ursprünglich aus Minden stammenden, dem Reichsadel angehörenden Familie Borries in Herford geboren. Die Familie von Borries gehörte im 19. und zu Beginn des 20. Jahrhunderts zu den politisch einflussreichsten Familien in Westfalen; sie brachte zahlreiche hohe preußische Verwaltungsbeamte und Abgeordnete hervor.
Georg von Borries machte 1875 am Gymnasium in Herford das Abitur und leistete 1876–1877 seinen Wehrdienst als Einjährig-Freiwilliger beim 2. Garde-Ulanen-Regiment ab und später Secondeleutnant der Reserve dieses Regiments.
Danach studierte er Rechtswissenschaften an der Ruprecht-Karls-Universität Heidelberg und der Friedrich-Wilhelms-Universität Berlin. In Heidelberg schloss er sich 1875 dem Corps Vandalia an. 1878 wurde er nach dem bestandenen ersten Staatsexamen zum Gerichtsreferendar ernannt und im November 1878 an der Georg-August-Universität Göttingen zum Doctor iuris utriusque (Dr. jur. utr.) promoviert. Im Jahr 1883 bestand er das zweite Staatsexamen und wurde zum Regierungsassessor ernannt. Von 1878 bis 1881 war er an verschiedenen Gerichten tätig und von 1881 bis 1883 bei der Bezirksregierung Oppeln. In den Jahren 1883 und 1884 war er an verschiedenen Landdrosteien und Ämtern tätig und wurde im Jahr 1885 Landrat des Kreises Norden. Nachdem 1890 sein Bruder Rudolf von Borries, der Landrat des Kreises Herford gewesen war, gestorben war, bat der dortige Kreistag im Jahr 1891 um seine Ernennung als Nachfolger in diesem Amt. Am 23. Februar 1891 wurde Borries als Landrat nach Herford versetzt, in diesem Amt blieb er bis zum Jahr 1902. Er war von 1892 bis 1904 Mitglied im Provinziallandtag der Provinz Westfalen für den Wahlbezirk Herford, Herford-Land. Am 14. Dezember 1902 wurde er zum Polizeipräsidenten von Berlin ernannt. Dieses Amt übte er vom 1. Januar 1903 bis zu seiner Versetzung als Regierungspräsident zum Regierungsbezirk Magdeburg im Jahr 1908 aus. Am 27. Oktober 1909 erfolgte seine Versetzung als Regierungspräsident zum Regierungsbezirk Minden, seiner Heimatregion. Bis zum Eintritt in den Ruhestand im Jahr 1917 blieb er in dieser Funktion.
Georg von Borries war evangelisch und verheiratet.
Sein Großvater Philipp von Borries, sein Vater Georg von Borries, sein Bruder Rudolf von Borries als Vorgänger und ein weiterer Verwandter Franz von Borries als Nachfolger waren von 1832 bis 1933 in direkter Folge für über einhundert Jahre Landräte des Kreises Herford. Sein Großonkel Franz von Borries war ein Vorgänger von Georg von Borries als Regierungspräsident in Minden.

## Auszeichnungen
Georg von Borries war Träger des preußischen Roten Adlerordens II. Klasse mit Eichenlaub, des preußischen Kronenordens II. Klasse mit Stern und der Landwehrdienstauszeichnung II. Kasse. Er war Rechtsritter des Johanniterordens und führte den Titel Wirklicher Geheimer Oberregierungsrat I. Klasse.